# Esteban II de Moldavia
Esteban II de Moldavia (en rumano: Ștefan al II-lea, 1410-22 de julio de 1447) fue príncipe de Moldavia entre 
septiembre de 1434 y agosto de 1435, junto con Elías I desde agosto de 1435 a mayo de 1443, de nuevo en solitario entre mayo de 1443 y mayo de 1444, entre mayo de 1444 y abril de 1445 con su hermano Pedro III y desde abril de 1445 hasta su muerte en julio de 1447 de nuevo en solitario.

## Biografía
Esteban era hijo del gobernante moldavo Alejandro el Bueno con su concubina Stanca (Stana). Expulsó del trono a su hermanastro Elías I con la ayuda de una facción de los boyardos y de los voivodas válacos Alejandro Aldea y Vlad II Dracul. A cambio de la devolución de Pocutia, dada por los polacos como prenda en un préstamo en tiempos de Pedro II, es reconocido también por ellos, a los que Elías había jurado vasallaje. Vladislao III Jagellón acuerda con Esteban la captura y encarcelamiento de Elías.
Elías sería liberado en 1435 y regresó a Moldavia a la cabeza de un ejército. Tras el resultado poco decisivo de la batalla de Podraga (en la actual Drăgușeni) ambos se reconcilian y con la mediación de Vladislao III  se reparten el reino, quedándose Esteban II con la parte sureste de Moldavia. Se cree que residía en Vaslui o Kiliyá, dominando las tierras de  Tecuci y Covurlui. En 1443, Elías I rompe el acuerdo y Esteban II le captura y le saca los ojos y le obliga a hacerse monje. Cegado, Elías I huye a Polonia, mientras Esteban II sigue gobernando, asociándose con su hermano ilegítimo Pedro III de Moldavia hasta 1445. 
Sería asesinado el 13 de julio de 1447 por el hijo de Elíaș I, Romano II, quien se había asegurado el apoyo polaco en su huida a Pocutia. Su tumba se encuentra en la iglesia del monasterio de Neamț.

## Bibliografía

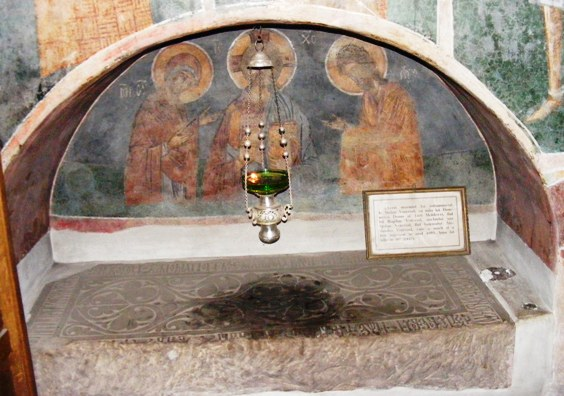
Tumba de Esteban II en el monasterio de Neamț.